# Vincent Sohet
Pour les articles homonymes, voir Sohet.
Pas d'image ? Cliquez ici

a Compétitions nationales et continentales officielles uniquement.

Dernière mise à jour le 28 juin 2023.
Vincent Sohet, né le 16 janvier 1982 à Bayonne, est un joueur de rugby à XV évoluant au poste de troisième ligne aile (1,90 m pour 110 kg).

## Palmarès

### En club
- Vice-champion de France Reichel 2003 (avec Biarritz).

### En sélection nationale
- International universitaire : 1 sélection en 2005 (Angleterre U).